# كروتون أوروغواني
كروتون أوروغواني (الاسم العلمي: Croton uruguayensis) هو نوع من النباتات يتبع جنس الكروتون من الفصيلة الفربيونية.